# Semallé
Semallé ist eine französische Gemeinde mit 364 Einwohnern (Stand: 1. Januar 2022) im Département Orne in der Region Normandie. Sie gehört zum Arrondissement Alençon, zum Kanton Écouves und zum Gemeindeverband Communauté urbaine d’Alençon. Die Einwohner werden Semalléens genannt.

## Geographie
Die Gemeinde Semallé liegt etwa fünf Kilometer nordöstlich von Alençon. Die obere Sarthe begrenzt Semallé im Süden; sie bildet hier die Grenze zum Département Sarthe. Umgeben wird Semallé von den Nachbargemeinden Forges im Nordwesten und Norden, Larré im Nordosten, Hauterive im Osten, Villeneuve-en-Perseigne im Südosten und Süden, Chenay im Süden sowie Valframbert im Westen. Durch die Gemeinde führt die autobahnartig ausgebaute Route nationale 12, die hier von der Autoroute A28 gekreuzt wird.

## Bevölkerungsentwicklung
| Jahr                       | 1962 | 1968 | 1975 | 1982 | 1990 | 1999 | 2006 | 2012 | 2021 |
| -------------------------- | ---- | ---- | ---- | ---- | ---- | ---- | ---- | ---- | ---- |
| Einwohner                  | 349  | 366  | 348  | 317  | 340  | 366  | 380  | 390  | 364  |
| Quellen: Cassini und INSEE |      |      |      |      |      |      |      |      |      |

## Sehenswürdigkeiten

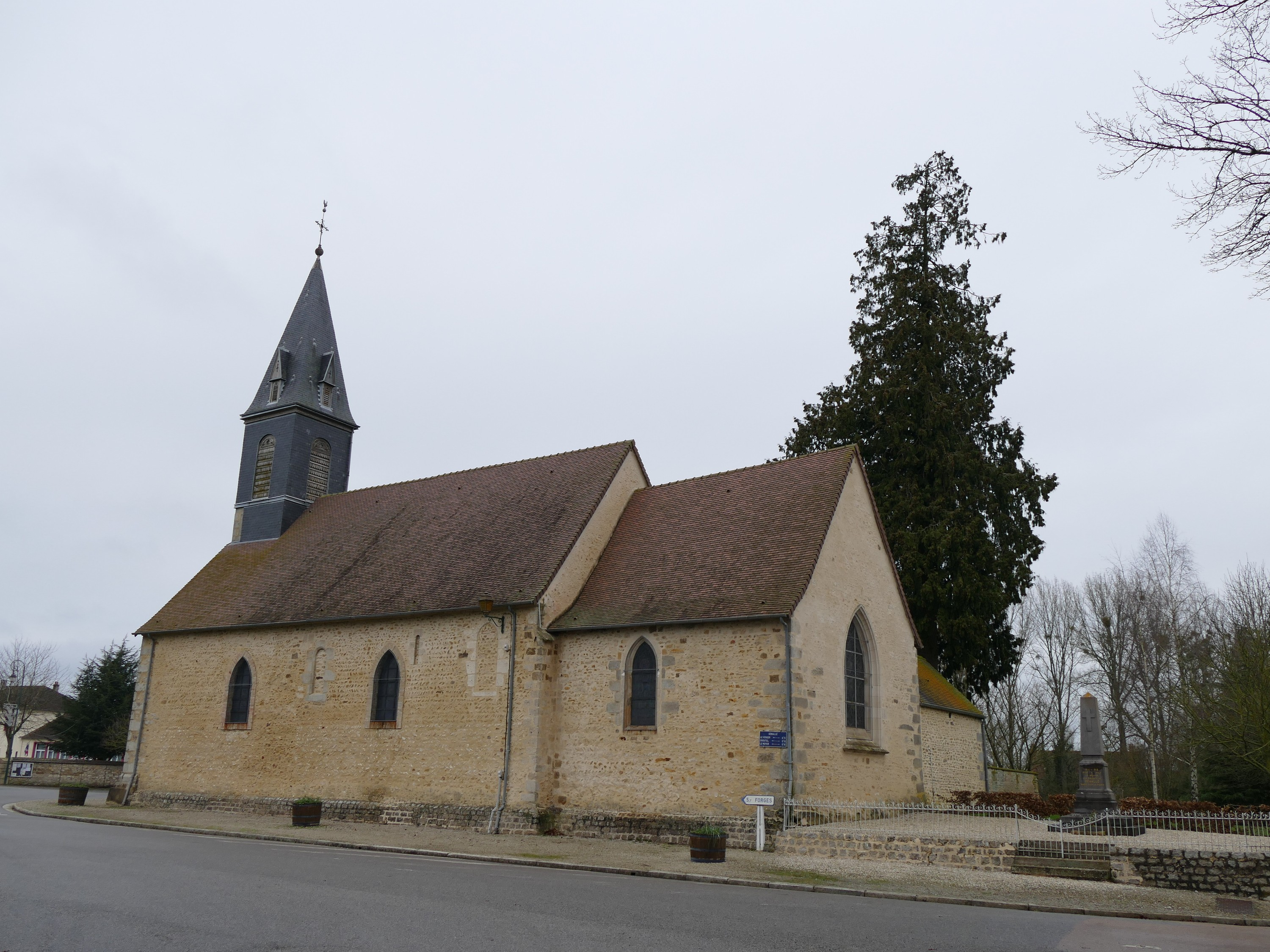
Kirche Saint-Hilaire
- Schloss Semallé
- Schloss La Pouprière
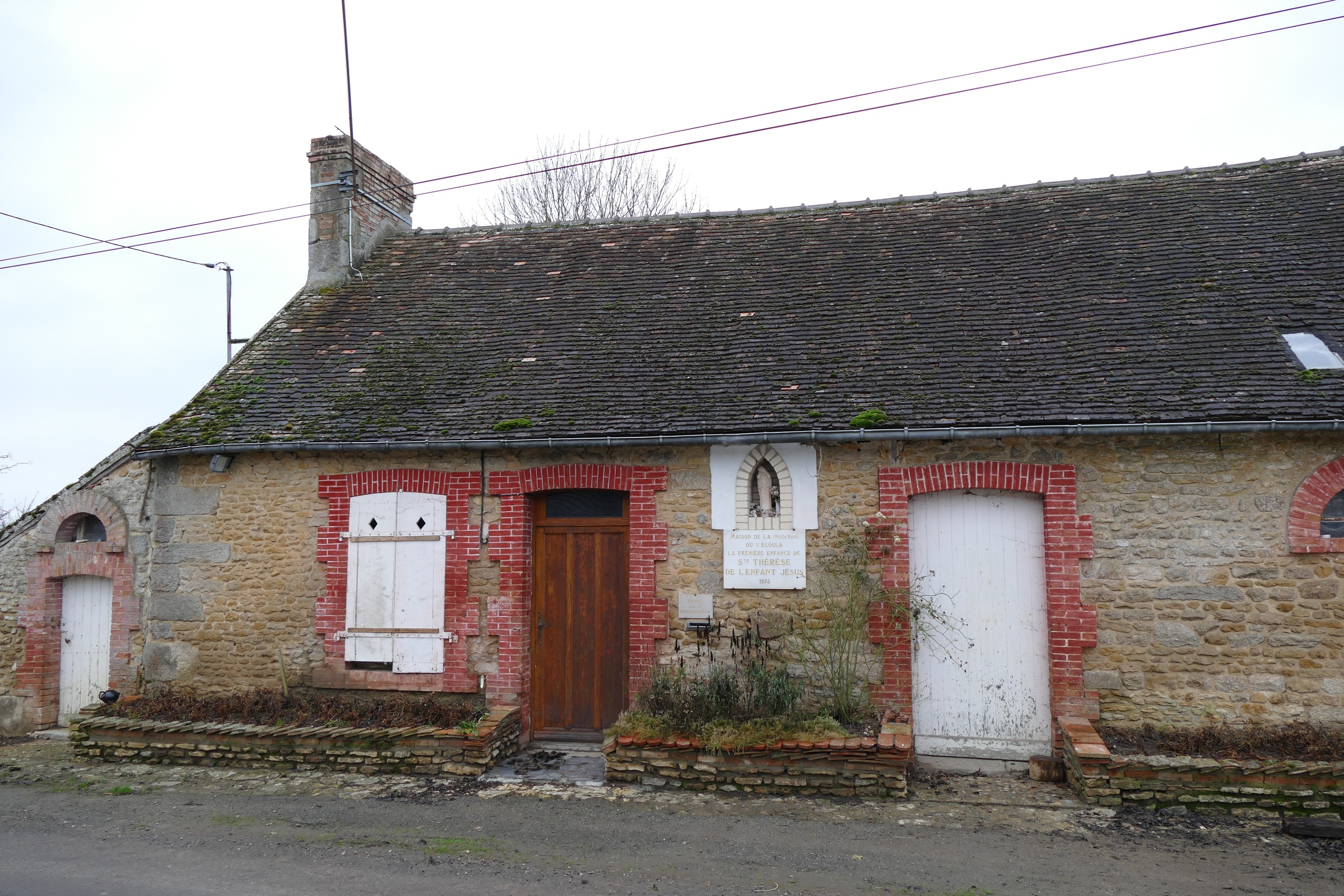
Jugendhaus der heiligen Thérése

- Kirche Saint-Hilaire
- Jugendhaus Sainte-Thérése